# 내반족
내반족(內反足, club foot, 클럽풋) 또는 곤봉발(棍棒- )은 한 발이나 두 발 모두에 나타나는 선천성 장애이다. 선천적 내번 첨족(선천성 만곡족, Congenital Talipes Equinovarus, CTEV)이라고도 하며, 내번족(內飜足), 연곡족(攣曲足), 만곡족이라는 표현도 사용된다.
상대적으로 흔한 선천성 장애의 하나인데 1,000명의 신생아 중 약 1명에게 발생한다. 내반족을 앓고있는 사람의 대략 절반 정도가 두 발에 모두 영향이 있으며 이를 대칭적인 내반족이라고 한다. 대부분의 경우 팔다리기형의 하나이다. 주로 여성 대비 남성에 2배 정도 더 발생한다.
같은 이름의 질병이 특히 말과 같은 인간이 아닌 일부 짐승들에게도 나타난다.

## 치료

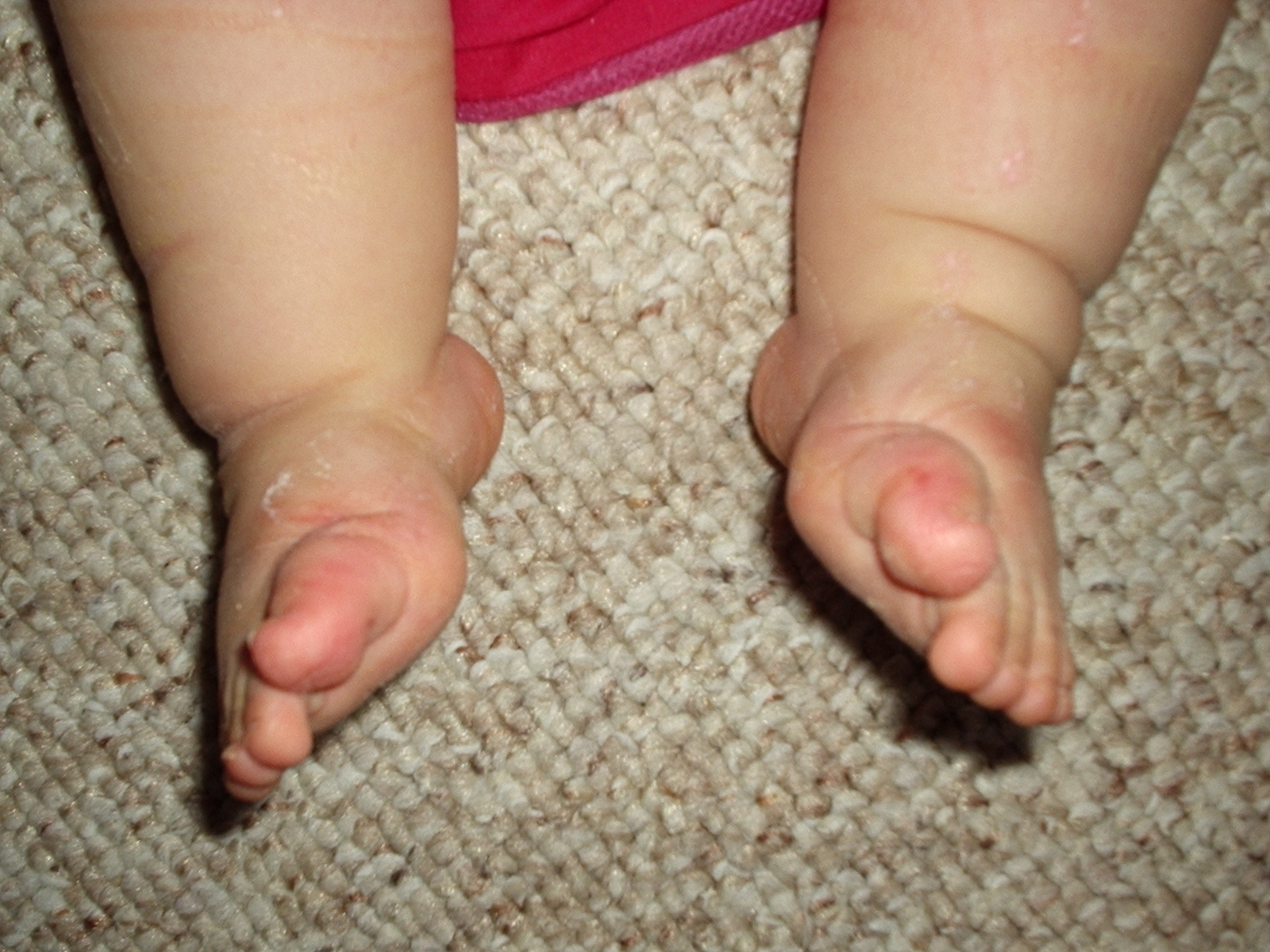
교정 중인 내반족.

아이가 내반족으로 진단을 받을 경우 수많은 치료 방식이 있다. 아기의 뼈와 관절의 유연성의 장점을 활용하려면 진단 직후 치료를 수행하는 것이 좋다. 정상적인 발을 수행할 수 있도록 하는 개선된 조작을 허용한다. 폰세티 방식(Ponseti method)이 카이트 방식(Kite method) 보다 더 나은 결과를 보이며 전통적인 기술 대비 결과는 비슷하다.